# شی اوجو
اولوواسی باباجیده «شی» اوجو (انگلیسی: Oluwaseyi Babajide "Sheyi" Ojo؛ زادهٔ ۱۹ ژوئن ۱۹۹۷) بازیکن فوتبال اهل انگلستان است که در پست وینگر بازی می‌کند.